# Clara Shortridge Foltz
Clara Shortridge Foltz (Lafayette, 16 luglio 1849 – Los Angeles, 2 settembre 1934) è stata un'avvocata e attivista statunitense per i diritti delle donne, la prima donna avvocato della costa occidentale e pioniera dell'istituzione del difensore d'ufficio, soprannominata "Portia of the Pacific". Nel 2002, il Criminal Courts Building nel centro di Los Angeles ha preso il suo nome ed è ora noto come Clara Shortridge Foltz Criminal Justice Center.

## Biografia
Clarissa Shortridge nacque da Talitha ed Elias Willetts Shortridge, avvocato e predicatore. Prima della guerra civile, la famiglia si trasferì a Mount Pleasant, in Iowa, dove Shortridge frequentò una scuola mista, fatto piuttosto raro all'epoca. Nel dicembre 1864, all'età di quindici anni, fuggì di casa con un agricoltore e veterano della guerra civile di nome Jeremiah D. Foltz. Una volta avuti i figli, ebbe difficoltà a sostenere la famiglia. I Foltz si trasferirono più volte, prima a Portland, in Oregon e infine a San Jose, in California, nel 1872. Durante questi periodi, Shortridge scrisse degli articoli su New Northwest e il San Jose Mercury.
Intorno al 1876, suo marito abbandonò lei e i loro cinque figli. Shortridge iniziò a studiare legge nell'ufficio di un giudice locale, in parte sostenuta dalla suffragetta locale Sarah Knox-Goodrich e in parte, a partire dal 1877, da quello che guadagnava tenendo conferenze pubbliche sul suffragio femminile.

### Famiglia
Il fratello di Clara, Samuel M. Shortridge, fu eletto al Senato degli Stati Uniti nel 1920, dove servì per due mandati. Nonostante nelle precedenti campagne fosse in disaccordo con lui su questioni chiave come le tariffe, Foltz sostenne la sua campagna elettorale.

### Morte
Shortridge morì di insufficienza cardiaca all'età di 85 anni, nella sua casa di Los Angeles il 2 settembre 1934. Il governatore Frank Merriam e diversi importanti giudici federali e statali portarono la bara al suo funerale. Fu cremata e sepolta all'Inglewood Park Cemetery nella contea di Los Angeles.

## Carriera legale

### Albo degli avvocati della California
Shortridge voleva sostenere l'esame di avvocato, ma all'epoca la legge della California consentiva solo ai maschi bianchi di diventare membri dell'ordine. Shortridge scrisse un disegno di legge statale, noto come "Woman Lawyer Bill", che sostituiva la dicitura "maschio bianco" con "persona", e nel settembre 1878 superò l'esame. Diventò così la prima donna ammessa all'ordine degli avvocati della California e la prima donna avvocato su tutta la costa occidentale degli Stati Uniti. Desiderando continuare i suoi studi alla prima scuola di legge in California, insieme alla sua alleata Laura de Force Gordon, Shortridge fece domanda all'Hastings College of the Law dove, per il fatto di essere donna, le venne negata l'ammissione. Shortridge e Gordon fecero causa, rendendosi conto di dover affrontare una forte opposizione.

Per promuovere la loro causa, Gordon e Shortridge scrissero un emendamento alla costituzione dello stato della California che recitava: 
 Attingendo sia al "Woman Lawyer Bill" che alla dichiarazione di pari opportunità in materia di occupazione presente nella costituzione, Shortridge e Gorden furono in grado di sostenere che se le donne volessero esercitare come avvocati, dovrebbero essere autorizzate a frequentare la scuola di legge presso la mista Università della California. Il giudice Morrison fu d'accordo, e nella causa "Foltz contro Hoge" stabilì che Shortridge e Gordon dovessero essere ammesse all'Hastings. La sentenza venne impugnata e Shortridge continuò a studiare per superare l'esame di avvocato della Corte Suprema dello Stato della California e poter discutere il suo caso, vincendo la causa. Sebbene l'ammissione all'Hastings ottenuta in seguito alla sentenza divenne un successo per tutte le donne, gli sforzi per vincere il caso lasciarono Shortridge senza risorse economiche, costringendola a tornare alla sua carriera legale, invece di perseguire il suo sogno di frequentare la scuola di legge.
Shortridge esercitò come avvocata a San Francisco, San Diego, e dal 1896 al 1899 a New York, dove tentò di crearsi una carriera come avvocata aziendale.

## Carriera politica

### Discorsi pubblici
In un'epoca in cui parlare in pubblico poteva essere una carriera redditizia, Shortridge parlò per i repubblicani durante le campagne del 1880, 1882 e 1884. Nel 1886 divenne un membro del Partito democratico e nell'inverno di quell'anno tenne conferenze nel Wisconsin, nell'Illinois e nell'Iowa.

### Suffragio
Shortridge diventò una leader nel movimento per il diritto di voto delle donne. Durante una carriera durata 56 anni, fu promotrice quasi da sola di un grande numero di leggi progressiste per i diritti delle donne, sia nel campo del voto sia in campo legale.

### Difesa pubblica
Alla Fiera Colombiana di Chicago nel 1893, durante un "congresso" del Board of Lady Managers, Shortridge fece la prima presentazione pubblica della sua idea di Difensore d'ufficio. Il concetto di Shortridge, allora radicale, di fornire assistenza agli imputati indigenti viene oggi utilizzato in tutti gli Stati Uniti.

## Primati
Shortridge si distinse per molti primati: prima impiegata donna per il Comitato giudiziario dell'Assemblea di Stato (1880); prima donna nominata al Collegio Penitenziario di Stato; prima donna notaio abilitata; prima donna nominata direttrice di una grande banca e, nel 1930, prima donna a candidarsi come Governatore della California, all'età di 81 anni.
Nel 1910 fu nominata nell'ufficio del procuratore distrettuale di Los Angeles, diventando la prima donna vice procuratore distrettuale negli Stati Uniti. Fu attiva nel movimento per il suffragio, autrice dell'emendamento per il voto alle donne in California nel 1911. Shortridge crebbe cinque figli, per lo più come madre single, e incoraggiò le donne a non trascurare i loro ruoli domestici tradizionali.
Shortridge fondò e pubblicò il San Diego Daily Bee e il New American Woman Magazine, per il quale scrisse una rubrica mensile fino alla propria morte.

## Riconoscimento postumo
Su insistenza delle sue studentesse, l'Hastings College of the Law concesse a Shortridge un titolo postumo di dottore in giurisprudenza, nel 1991. e lo spazio sociale principale all'interno del complesso residenziale per studenti McAllister Tower di Hastings venne chiamato Clara S. Foltz Lounge. Nel 2002, il Criminal Courts Building nel centro di Los Angeles venne chiamato Clara Shortridge Foltz Criminal Justice Center.